# Ceyx erithacus
Ceyx erithacus е вид птица от семейство Alcedinidae.

## Описание
Това са малки, червено-жълти птички, достигащи на дължина средно до около 13 cm. Върхът на перата е тъмносин до черен. Главата е оранжева с пурпурни отблясъци. Долната част на тялото е бяло, а клюна е жълто-оранжев на цвят.

## Разпространение
Широко са разпространени в голяма част от горите на Южна и Югоизточна Азия, както и в Индийския субконтинент. Среща се в Бангладеш, Бутан, Бруней, Камбоджа, Китай, Индия, Андамански и Никобарски острови, Индонезия, Лаос, Малайзия, Мианмар, Шри Ланка, Тайланд и Виетнам. В Сингапур се считат вече за изчезнали. Предпочитат малките потоци в гъсто сенчестите гори.

## Размножаване и хранене
Гнездата се строят под формата на хоризонтален тунел с дължина до един метър. Снесените около 4 – 5 яйца се мътят в продължение на 17 дена от мъжкия и женската. След около 20 дена на малките им порастват пера.

## Хранене
Тези птици ловуват най-често от засада. Хранят се предимно наземно, с различни малки насекоми и гръбначни, като щурци, водни кончета, гекони, сцинкове, раци, охлюви и жаби.

## Класификация
Описани са три подвида:
- Ceyx erithacus erithacus (Linnaeus, 1758) – Индия, Шри Ланка, югоизточната част на Китай, Индокитай и Суматра
- Ceyx erithacus macrocarus (Oberholser, 1917) – Андамански и Никобарски острови
- Ceyx erithacus motleyi (Chasen & Kloss, 1929) – остров Ява, Борнео, Филипини, Сумбава и Флорес